# Francesco Barbieri (militare)
Francesco Barbieri (Milano, 13 luglio 1894 – Cima di Costabella, 5 ottobre 1916) è stato un militare italiano, decorato di medaglia d'oro al valor militare alla memoria nel corso della prima guerra mondiale.

## Biografia
Nacque a Milano nel 1894. Uscito in giovane età dal Collegio "Alessandro Manzoni" di Merate, conseguì il diploma di perito edile presso Istituto tecnico "Carlo Cattaneo" di Milano. Nel dicembre del 1913 si arruolò volontario nel Regio Esercito come allievo ufficiale di complemento nel 5º Reggimento alpini, venendo nominato sottotenente nel novembre 1914. Assegnato al battaglione alpini "Val Cordevole" di nuova costituzione, in forza al 7º Reggimento alpini, all'atto dell'entrata in guerra del Regno d'Italia, avvenuta il 24 maggio 1915, ricopriva l'incarico di aiutante maggiore in seconda del battaglione, prendendo parte alle operazioni nell'alta Val Cordevole (zona di operazioni della 18ª Divisione della 4ª Armata del tenente generale Luigi Nava).
Nei primi giorni di guerra fu occupato il Passo di Forca Rossa, considerato un punto strategico di notevole importanza essendo la principale via di comunicazione tra Malga Ciapela e il Passo San Pellegrino. La 206ª Compagnia fu impiegata sul grande massiccio dolomitico, mentre la 266ª venne messa a presidio delle trincee di Passo Tasca (m. 3003) e del Sasso di Costabella. Promosso tenente nel marzo del 1916, è impegnato in continui combattimenti in prima linea, e nel mese di aprile respinse un duro attacco nemico riuscendo a mantenere le sue posizioni sul Sasso di Costabella. Il 5 ottobre si offrì di guidare un gruppo di 17 alpini della 266ª Compagnia in una difficile scalata, che aveva già preparato nei sopralluoghi dei giorni precedenti, sulla cresta Costabella, dopo che le artiglierie italiane avevano colpito ripetutamente la posizione avversaria. Alla testa dei suoi uomini iniziò la scalata e piombò sulla prima linea nemica, e sebbene rimasto ferito si lanciò sui baraccamenti austriaci ottenendo la resa di tutto il presidio. Con il seguente arrivo di altri due plotoni della stessa compagnia gli alpini espugnarono subito le difese nemiche più a nord, fino alle quote 2540 e 2723. Mentre predisponeva il trasferimento dei prigionieri fu inaspettatamente colpito a morte da un colpo di fucile. Con Decreto Luogotenenziale del 13 maggio 1917 gli fu conferita la medaglia d'oro al valor militare alla memoria.. Le sue spoglie sono conservate presso il Sacrario militare di Pocol, mentre a Milano gli è stata intitolata una via.